# Murexechinus melanurus
Murexechinus melanurus é uma espécie de marsupial da família Dasyuridae. É a única espécie descrita para o gênero Murexechinus. Endêmica da Nova Guiné.
- Nome Científico: Murexechinus melanurus (Thomas, 1899)

- Sinônimo do nome científico da espécie: Murexia melanurus; Antechinus melanurus;

## Características
O Murexechinus melanurus é semelhante a um rato-marsupial, que varia de cor e tamanho. A cor varia de muito leve a escura e manchada. As orelhas são em sua maioria castanhas com machas marrons. A parte inferior do corpo é mais leve do que em cima, as patas são cstanho-amarelo, as patas traseiras são masi peludase escuras, a cauda é fina e com a ponta preta. Os macho são ligeiramente maiores que as fêmeas e os animais que ocorrem em altitudes mais elevadas são menores que os animais de planície. O comprimento total é de 25 cm, em média, para os machos e 23 cm para as fêmeas, a cauda mede 13 cm;
O Murexechinus melanurus encontrado na Ilha Normanby é baseado em apenas uma cópia, capturado no monte Pabinama a 820 metros de altitude. Esta cópia tem um comprimento de cabeça e corpo de 17 cm e o crânio de 4 cm, muito menor que o Murexechinus melanurus de Nova Guiné. Além disso, ele não difere de espécimes da ilha;

## Hábitos alimentares
São insetisivoros, mas podem comer pequenos mamiferos, repteis, ovos, aves;

## Habitat
Florestas tropicais umidas e tropicais secas, pantanos, planícies e montanhas de Nova Guiné;

## Distribuição Geográfica
Cordilheira central de Nova Guiné e na ilha Normanby;

## Subespécie
- Subespécie: Murexechinus melanurus mayeri? (Dollman, 1930)

Sinônimos do nome científico da subespécie: Phascogale mayeri; Antechinus naso mayeri;
Nota: Considerado sinônimo de Murexechinus melanurus;
Local: Monte Goliath, Irian Jaya;
- Subespécie: Murexechinus melanurus modesta? (Thomas, 1912)

Sinônimos do nome científico da subespécie: Phascogale melanura modesta;
Nota: Considerado sinônimo de Murexechinus melanurus;
Local: Montes Arfak, Irian Jaya;
- Subespécie: Murexechinus melanurus wilhelmina? (Tate, 1947)

Sinônimos do nome científico da subespécie: Murexechinus wilhelmina;
Nota: Considerado sinônimo de Murexechinus melanurus segundo van Dick (2002); Considerado espécie distinta por outros autores;
Local: Monte Wilhelmina, Lago Habbema, centro de Nova Guiné;